# Dmitri Gerasimov

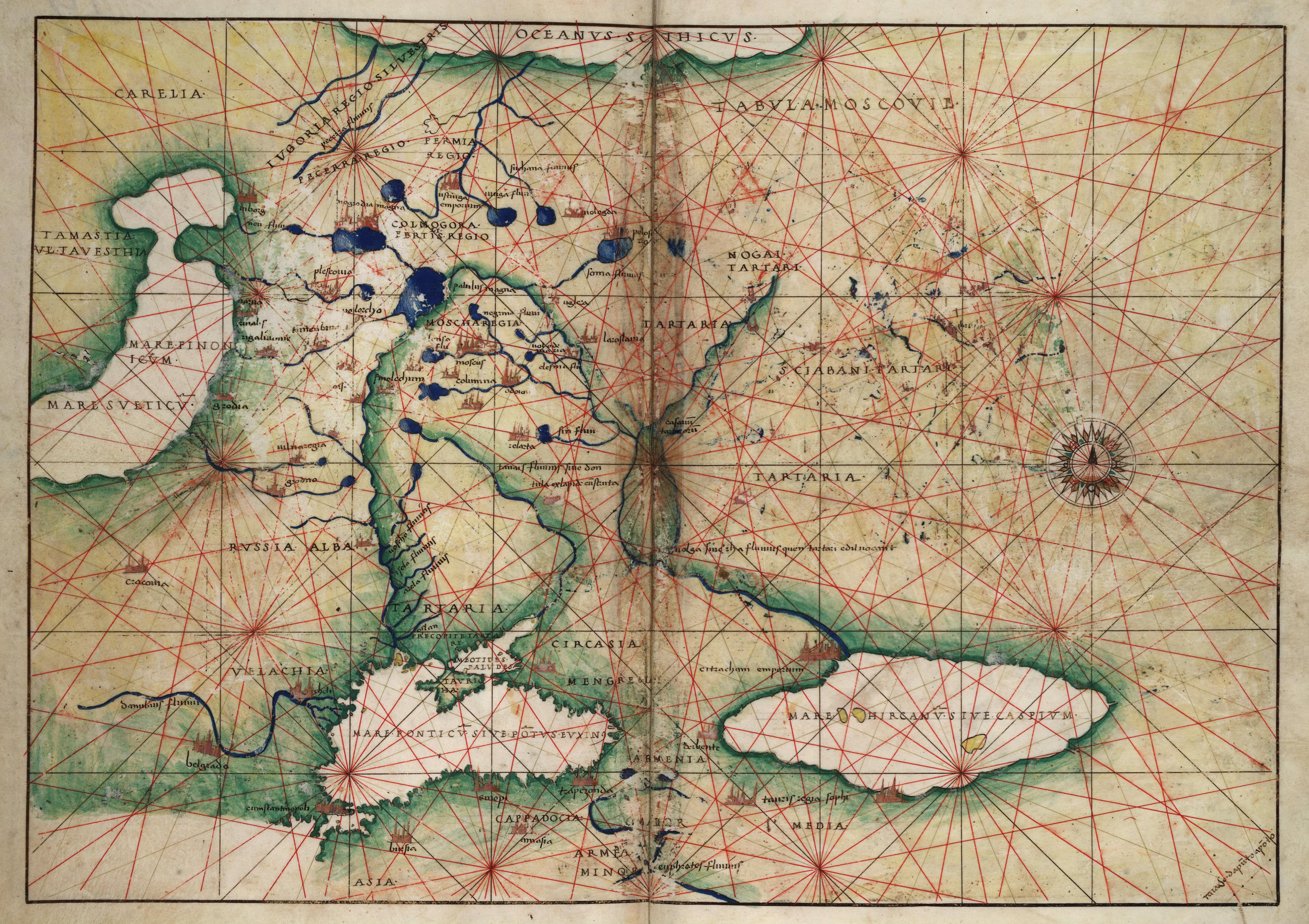
Kaart van Moskovië door Battista Agnese (ca. 1550), die vervaardigd werd aan de hand van gegevens die werden geleverd door Dmitri Gerasimov

Dmitri Gerasimov (Дмитрий Герасимов; ook bekend als Demetrius Erasmius, Mitya de Vertaler en Dmitri de Filosoof; ±1465 - na 1535) was een Russisch vertaler, diplomaat en filoloog. Hij leverde de vroegste informatie over Moskovië aan wetenschappers van de Renaissance zoals Paolo Giovio en Sigismund von Herberstein.
Gerasimov leefde waarschijnlijk het grootste deel van zijn leven in Novgorod en werkte voornamelijk met geestelijken uit die stad. In zijn jeugd studeerde hij in Livonia, waar hij Latijn en Duits leerde. Van deze talen maakte hij uitgebreid gebruik bij zijn vertalingen van religieuze teksten (inclusief de opmerkingen van Hieronymus over de Vulgaat, de commentaren op de door Bruno van Würzburg samengestelde Psalter en enkele verhandelingen gericht op het tegengaan van de Sekte van Skhariya de Jood), en als vertaler voor de Moskovitische gezanten naar Keizer Maximiliaan I, Pruisen, Zweden en Denemarken. In 1525 ging hij zelf als afgezant naar Paus Clemens VII omdat de Grootvorst Vasily III tot de anti-Ottomaanse Liga wilde toetreden. Tijdens zijn verblijf in Rome bracht Dmitri details over de geografie van Rusland en de noordelijke gebieden over aan Paolo Giovio. Deze informatie werd door Giovio in een boek verzameld en vervolgens in kaart gebracht door Battista Agnese. Die kaart was de bron voor de meeste 16e-eeuwse kaarten van Moskovië.
Gerasimov vertaalde tevens Ars grammatica van Aelius Donatus, de Latijnse grammatica naast die van het Kerkslavisch plaatsend. Hij stelde een terminologie voor de Slavische grammatica voor. Hij was een belangrijk medewerker van Maxim de Griek, de in Griekenland geboren humanist Michael Trivolis, die in Rusland werkte.
Het wordt algemeen aangenomen dat Gerasimov de vertaler was van de brief van Maximilianus Transylvanus over de reis van Ferdinand Magellaan.